# Eosimias sinensis
Az Eosimias sinensis (kínai 中华曙猿, jelentése Kína hajnali majma) Kína területén felfedezett főemlős a keskenyorrú majmok közül. A faj mintegy 45-40 millió évvel ezelőtt élt az eocénben. Méretre kisebb, mint a jelenleg élő legkisebb majomfaj, a selyemmajom (Cebuella pygmaea), farok nélkül alig éri el a 6 cm-t, farokkal együtt ennek a dupláját. A körülbelül egykorú Algeripithecushoz képest fogazata primitívebb. A rendkívül specializálatlan főemlős lehetővé tette annak feltevését, hogy az egész főemlőskör Ázsiából származhat.

## Feltárása
Chris Beard a Carnegie múzeum munkatársa és csapata, valamint Dan Gebo és Marian Dagosto a Northwestern Universitytől, Qi Tao és Wang Jingwen a pekingi őslénytani kutatóintézettől 1994-ben egy korai főemlős lábcsontjait találták meg. A lelet mérföldkőnek bizonyult az emberi evolúció kutatásában, mert ez volt az első egyértelmű összekötő láncszem a makifélék és az emberfélék között. Nemsokára kiderült, hogy a láb tulajdonosa azonos néhány korábbi állkapocstöredék- és foglelet hátrahagyójával, ennek alapján állították fel az új nemet. Meglepő eredmény volt, hogy az emberhez vezető főemlős-evolúció a létező legkisebb termetű főemlősökig vezet.
Az Eosimias bokacsontja egyértelműen rendelkezik az emberszabásúakra jellemző tulajdonságokkal.

## Életmódja
Valószínűleg rovarevő és nektárfogyasztó lehetett, mivel méretét tekintve ezek a táplálékok szolgálnak elegendő energiával és megfelelő mennyiséggel. Vélhetően nem a fákon, hanem erdős területek aljnövényzetében, bokros szavannákon éltek és éjszakai állatok voltak.

## Lásd még
- Az emberfélék fosszíliáinak listája